# Loch Shin
Loch Shin (Schots-Gaelisch: Loch Sìn) is een groot meer in Sutherland Schotland in de buurt van Lairg. Loch Shin is het grootste meer van de regio Sutherland met een oppervlakte van 22,5 km² en heeft een lengte van 27,2 kilometer.
In 1950 is het waterniveau 10 meter gestegen door de constructie van Lairg Dam dat deel uitmaakt van een waterkrachtcentrale.